# Anatoli Iwanowitsch Kolessow (Radsportler)
Anatoli Iwanowitsch Kolessow (russisch Анатолий Иванович Колесов; * 1931) ist ein ehemaliger sowjetischer Radrennfahrer.

## Sportliche Laufbahn
Kolessow war im Straßenradsport aktiv. Er war Teilnehmer der Olympischen Sommerspiele 1952 in Helsinki. Im olympischen Straßenrennen war er ausgeschieden. Das sowjetische Team kam nicht in die Mannschaftswertung.